# Sistema monetário

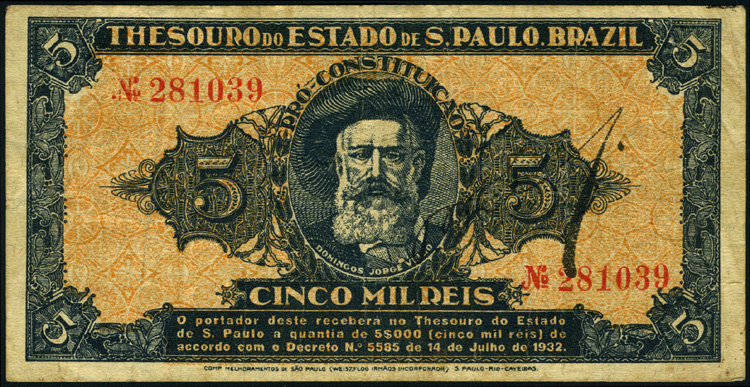
Cédula de 5.000 réis, brasileira.

Um sistema monetário é um conjunto de regras e instituições cujo objetivo é organizar a moeda em um determinado espaço monetário.
Tradicionalmente, os sistemas monetários são a responsabilidade dos Estados (exceto em países que adotam um sistema bancário livre)  e são administrados como parte da política econômica nacional. Existem também sistemas transnacionais, como a Zona Euro.
Um sistema monetário é organizado em torno de dois componentes essenciais:
- Um sistema de moeda de conta

Por exemplo, a Zona Euro tem como moeda da conta o euro e os centavos de euro. A escrituração contábil em euro é obrigatória na Zona Euro para os indivíduos e as empresas desde 2002 e para os mercados financeiros desde 1999.
- Um sistema de moeda de pagamento (ou de transação)

Por exemplo, a moeda fiduciária da Zona Euro é um dos elementos da moeda de pagamento ou de transação. Ela é composta de espécies metálicas e notas.